# 魏義文
魏義文（1972年—），中華民國海軍少將，2024年11月1日起就任海軍一五一艦隊少將艦隊長，曾任海軍二五六戰隊少將戰隊長，曾任海龍軍艦上校艦長。畢業於海軍官校正期1994年班（民國83年班）、海軍指揮參謀學院2006年班（95年班）、國防大學指揮參謀學院2011年班（100年班）。